# Castilleja minor
Castilleja minor là loài thực vật có hoa thuộc họ Cỏ chổi. Loài này được (A. Gray) A. Gray mô tả khoa học đầu tiên.

## Hình ảnh

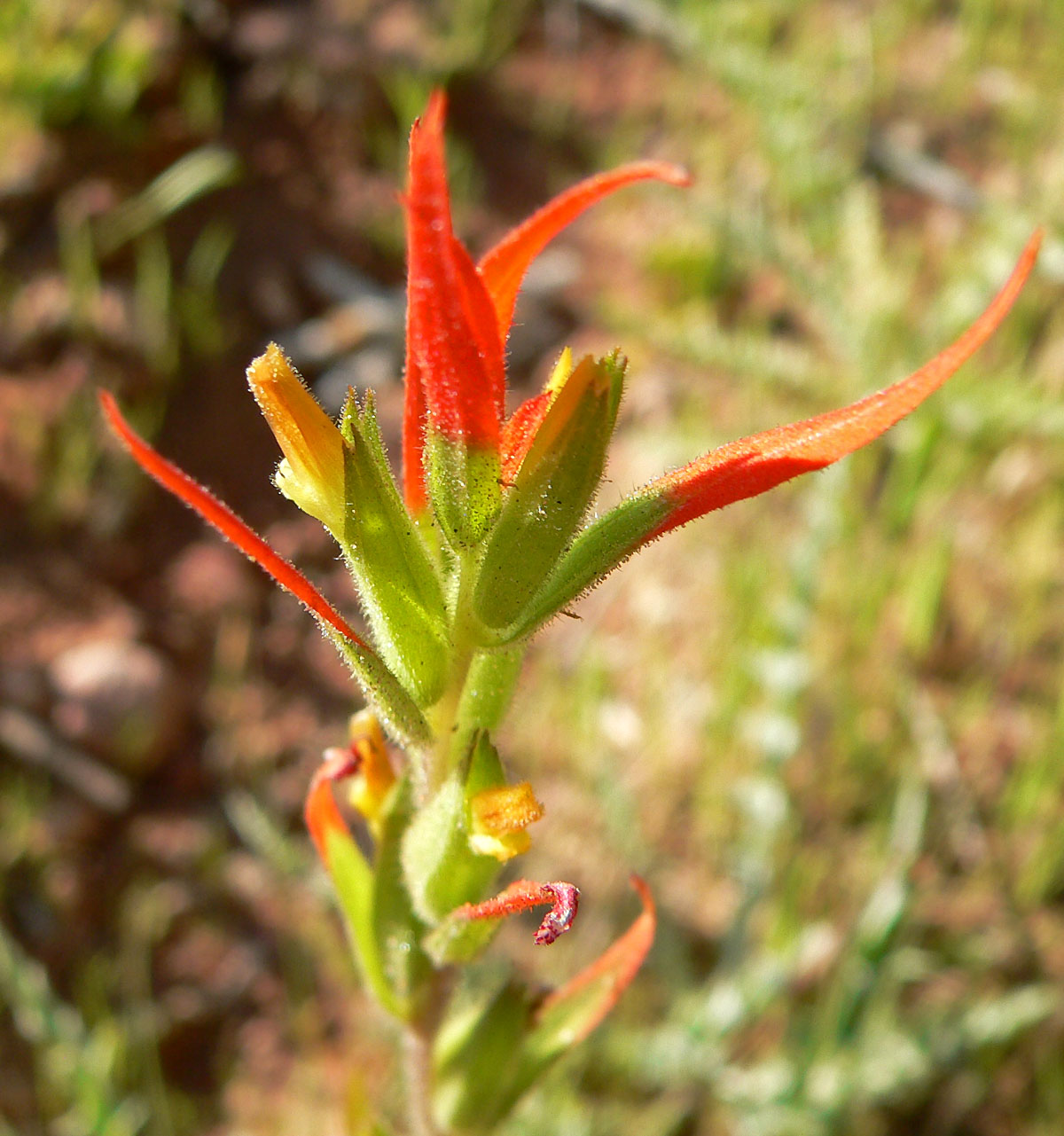